# 艾爾達那
艾爾達那海灣 Bay of Eldanna，是納都爾河出口處，在安都星芒和海亞努星芒之間，內有艾爾達隆避風港。